# Ambrózfalva
Ambrózfalva is een plaats (község) en gemeente in het Hongaarse comitaat Csongrád. Ambrózfalva telt 537 inwoners (2002).